# Калвін Філліпс
Калвін Марк Філліпс (англ. Kalvin Mark Phillips, нар. 2 грудня 1995, Лідс) — англійський футболіст, півзахисник клубу «Манчестер Сіті» і збірної Англії. На умовах оренди грає за «Іпсвіч Таун».

## Клубна кар'єра
У 14-річному віці став гравцем футбольної академії «Лідс Юнайтед». У липні 2014 року підписав професійний контракт із «Лідс Юнайтед».
У червні 2022 ЗМІ повідомили, що Калвін узгодив перехід до «Манчестер Сіті», де він замінить Фернандінью. 4 липня цього ж року було офіційно оголошено перехід Філліпса в склад «Манчестер Сіті» за 42 мільйони фунтів з контрактом до червня 2028 року.

## Статистика виступів

### Статистика виступів за збірну
Станом на 11 липня 2021 року
| Дата       | Місто      | Господарі | Результат               | Гості      | Турнір                               | Голи | Примітки |
| ---------- | ---------- | --------- | ----------------------- | ---------- | ------------------------------------ | ---- | -------- |
| 8-9-2020   | Копенгаген | Данія     | 0 – 0                   | Англія     | Ліга націй УЄФА 2020-2021 - 1-й етап | -    | 76'      |
| 8-10-2020  | Лондон     | Англія    | 3 – 0                   | Уельс      | товариський матч                     | -    |          |
| 11-10-2020 | Лондон     | Англія    | 2 – 1                   | Бельгія    | Ліга націй УЄФА 2020-2021 - 1-й етап | -    | 65'      |
| 14-10-2020 | Лондон     | Англія    | 0 – 1                   | Данія      | Ліга націй УЄФА 2020-2021 - 1-й етап | -    | 87'      |
| 25-3-2021  | Лондон     | Англія    | 5 – 0                   | Сан-Марино | Відбір до ЧС 2022                    | -    |          |
| 28-3-2021  | Тирана     | Албанія   | 0 – 2                   | Англія     | Відбір до ЧС 2022                    | -    | 71'      |
| 31-3-2021  | Лондон     | Англія    | 2 – 1                   | Польща     | Відбір до ЧС 2022                    | -    |          |
| 6-6-2021   | Мідлсбро   | Англія    | 1 – 0                   | Румунія    | товариський матч                     | -    | 46'      |
| 13-6-2021  | Лондон     | Англія    | 1 – 0                   | Хорватія   | ЧЄ 2020 - груповий етап              | -    |          |
| 18-6-2021  | Лондон     | Англія    | 0 – 0                   | Шотландія  | ЧЄ 2020 - груповий етап              | -    |          |
| 22-6-2021  | Лондон     | Чехія     | 0 – 1                   | Англія     | ЧЄ 2020 - груповий етап              | -    |          |
| 29-6-2021  | Лондон     | Англія    | 2 – 0                   | Німеччина  | ЧЄ 2020 - 1/8 фіналу                 | -    | 45'      |
| 3-7-2021   | Рим        | Україна   | 0 – 4                   | Англія     | ЧЄ 2020 - чвертьфінал                | -    | 65'      |
| 7-7-2021   | Лондон     | Англія    | 2 – 1 д.ч.              | Данія      | ЧЄ 2020 - півфінал                   | -    |          |
| 11-7-2021  | Лондон     | Італія    | 1 – 1 д.ч. (3 – 2 п.п.) | Англія     | ЧЄ 2020 - фінал                      | -    |          |
| Усього     |            | Матчів    | 15                      |            | Голів                                | 0    |          |

## Титули і досягнення
- Чемпіон Англії (2):

«Манчестер Сіті»: 2022-23, 2023-24
- Володар Кубка Англії (1):

«Манчестер Сіті»: 2022-23
- Переможець Ліги чемпіонів УЄФА (1):

«Манчестер Сіті»: 2022-23
- Володар Суперкубка УЄФА (1):

«Манчестер Сіті»: 2023
- Переможець Клубного чемпіонату світу (1):

«Манчестер Сіті»: 2023
- Володар Суперкубка Англії (1):

«Манчестер Сіті»: 2024
Збірні
- Віце-чемпіон Європи: 2020